# Ferndale (Waszyngton)
Ferndale – miasto w Stanach Zjednoczonych, w stanie Waszyngton, w hrabstwie Whatcom.